# Enlil-násir I.
Enlil-násir I. (akkadsky „[Bůh] Enlil – ochránce“) byl asyrský král v období zhruba 1497–1483 př. n. l.
Byl to syn předchozího panovníka Puzur-Aššura III.
Okolo roku 1485 př. n. l. se asyrská armáda pod jeho velením utkala s vojsky říše Mitanni v čele s králem Šauštatarem, který se pokoušel rozšířit mitannské území. Asyrská vojska utrpěla sérii porážek a Šauštatarovi se podařilo dokonce i dobýt hlavní město Asýrie, Aššur. To vyplenil a odvezl si bohatou kořist, mezi jiným i chrámovou bránu, okovanou zlatem a stříbrem.
Enlil-násir I. vládl 14 let a po jeho smrti se asyrského trůnu ujal jeho syn, Núr-ili.